# Бочагов, Архип Кузьмич
Архип Кузьмич Бочагов — советский хозяйственный, государственный и политический деятель.

## Биография
Родился в 1898 году в деревне Белая. Член КПСС.
С 1914 года — на хозяйственной, общественной и политической работе. В 1914—1974 гг. — переписчик в государственной конторе по заготовке хлеба для армии, выборный секретарь Петропавловского профсовета, активист профсоюза печатников, активист молодёжной организации «девятка», сельский учитель, доброволец в 311-м полку 35-й дивизии Красной Армии, секретарь редакции газеты «Мир труда», редактор газ. «Мир труда» в Петропавловске, работник укома и губкома партии, редакций газет, заведующий Госиздатом КазАССР, заведующий Главпрофобром НКП КАССР, заведующий подотделом информации и статистики Казахстанского крайкома партии, заведующий информподотделом Крымского обкома партии, заведующий Госиздатом Крымской АССР, начальник политотдела совхоза «Рубеженский» Первомайского района Оренбургской области, учитель школы, преподаватель, завуч Оренбургского пединститута, заведующий Оренбургским облОНО, заместитель председателя Оренбургского облисполкома, заведующий кафедрой марксизма-ленинизма Оренбургского мединститута, ректор Оренбургского пединститута, председатель президиума областного отделения Всероссийского общества охраны памятников истории и культуры.
Делегат XIX съезда КПСС.
Умер в Оренбурге в 1975 году.